# 乌斯季奥姆丘格
乌斯季奥姆丘格（羅馬化：Ustʹ-Omchug）是俄罗斯马加丹州的市级镇、坚卡区行政中心及最大聚居地，也是该区唯一的市级镇，地处马加丹州西部，在州府马加丹西北方。科雷马河流域内的奥姆丘格河（Омчуг）在该地汇入杰特林河（Детрин）。
建于1939年，1953年设市级镇。20世纪50年代该地建有古拉格劳改营。该地2021年人口有2,732人；2010年人口3,914；2002年人口4,867；1989年人口11,343。